# Grace Musgrove
Grace Musgrove (Bowral, 18 de junio de 1992) es una deportista australiana que compitió en triatlón. Ganó una medalla de bronce en el Campeonato de Oceanía de Triatlón de 2013.

## Palmarés internacional
| Campeonato de Oceanía | Campeonato de Oceanía      | Campeonato de Oceanía | Campeonato de Oceanía |
| Año                   | Lugar                      | Medalla               | Prueba                |
| --------------------- | -------------------------- | --------------------- | --------------------- |
| 2013                  | Wellington (Nueva Zelanda) | Medalla de bronce     | Individual            |